# Раймон Доменек
Раймо́н Домене́к (фр. Raymond Domenech, МФА: [ʁɛmɔ̃ dɔmɛnɛk]; нар. 24 січня 1952 року, Ліон, Франція) — французький футбольний тренер і колишній футболіст. Володар рекорду за кількістю матчів, проведених збірною Франції під його керівництвом .

## Кар'єра
Раймон Доменек — син каталонців, які емігрували до Франції 1936 року.
Він почав свою кар'єру в клубі «Олімпік (Ліон)», де пограв під керівництвом Еме Жаке. У «Ліоні» Доменек набув репутацію жорсткого, а іноді й грубого гравця, за що був прозваний суперниками «м'ясником». 1977 року він перейшов до клубу «Страсбур», а 1979 року виграв з командою чемпіонат Франції. 1981 року перейшов у «Парі Сен-Жермен», потім грав за «Бордо», який тренував Еме Жаке, а потім за «Мюлуз», де виконував функції граючого тренера.
Тренером Раймон Доменек став ще 1985 року, очоливши клуб «Мюлуз». 1988 року він почав тренувати «Олімпік (Ліон)», який знаходився у другому дивізіоні, але Доменек в першому ж сезоні зайняв перше місце в другій лізі та вивів клуб до першої ліги. А 1991 року клуб зайняв 5-е місце в чемпіонаті та знову зміг брати участь у матчах Кубка УЄФА. Ще одним досягненням Доменека стало запрошення до клубу Роберта Дюверне, який відповідав за підготовку збірних Франції до Олімпійських ігор.
1993 року Доменек очолив молодіжну збірну Франції. З молодими футболістами він двічі виграв турнір Тулона та один раз кубок Касабланки. З командою він 6 раз брав участь у чемпіонатах Європи, але найвищим досягненням став вихід у фінал молодіжного Євро 2002 року та чвертьфінал Олімпіади 1996, а на дві наступні Олімпіади французи навіть не кваліфікувались.
12 липня 2004 року Доменек приступив до роботи з першою збірною Франції. Він почав з реформування функціонування всієї команди. Прихід Доменека збігся з відходом зі збірної багатьох учасників переможних чемпіонатів світу та Європи. Але з поверненням до збірної Ліліана Тюрама, Клода Макелеле і, головне, Зінедіна Зідана, команда, не дуже вдало проходила відбіркові ігри, все ж вийшла з групи з першого місця.
Доменек відомий ще й тим, що він дуже довіряє прогнозам астрологів, тому на чемпіонат світу 2006 не поїхав скорпіон Робер Пірес, за схожої причини не був узятий на мундіаль і Людовик Жулі, замість якого було взято Франка Рібері. Не поїхав на турнір і Філіп Мексес, але вже не взятий Доменеком з футбольних причин. В цілому, в пресі склад команди викликав подив. А Франція почала дуже слабо, зігравши нульові нічиї зі Швейцарією та Південною Кореєю, а потім перемогла Того 2:0, в результаті чого команда зайняла лише 2-е місце і вийшла в 1/8 на Іспанію. Потім пішло позитивне перетворення збірної, спочатку перемога над Іспанією, потім над Бразилією, а потім і над Португалією, а в фіналі лише в серії пенальті збірна програла Італії.
Після цього успіху з Доменеком був підписаний новий контракт до 2010 року. Кваліфікацію Євро-2008 він почав з реваншу над Італією — 3:1. У цей же період у збірну прийшли нові гравці: Карім Бензема, Самір Насрі, Патріс Евра, але разом з цим, Доменек не став викликати до збірної Давіда Трезеге, Філіпа Мексеса, Робера Піреса та Людовіка Жулі, не взявши їх нібито через невідповідність за гороскопом. У результаті цих змін французи почали виступати все гірше, і вийшли з групи лише з другого місця. А на самому турнірі команда потрапила до «групи смерті», в якій зіграла внічию з Румунією, програла 1:4 Нідерландам та Італії 0:2. Після чого Доменек став мішенню критики у всій європейській пресі, газета «Таймс» навіть назвала його «найгіршим тренером Євро-2008», італійська преса ж іронізувала над рішенням Доменека не взяти в команду Трезеге . Але незважаючи на критику, на те, що президент Французької федерації футболу Жан-П'єр Ескалетт сказав, що це був «гучний провал», Доменек 3 липня 2008 року був офіційно залишений на своїй посаді.
Не стали легкими для збірної ігри на відборі до ЧС-2010. У групі Франція посіла друге місце і брала участь в матчах плей-оф, де їй протистояла Ірландія. Першу гру французи виграли 1:0, у другій в основний час перемогу здобули ірландці. Було призначено додатковий час, під час якого гол забив Вільям Галлас з пасу рукою Тьєррі Анрі, якого не побачив арбітр зустрічі . Попри те, що вихід французів у фінальну стадію стався через порушення правил, Доменек вирішив не вибачатися перед ірландцями і не просити перегравання, на чому наполягали ірландці і про яку просив Анрі . За вихід збірної до фінальної стадії турніру Доменек отримав 862 тис. євро . Напередодні першості французька федерація футболу оголосила, що не буде продовжувати контракт з тренером, його місце після закінчення чемпіонату світу займе Лоран Блан .
2010 року після нічиєї та поразки в двох стартових матчах чемпіонату світу, Доменек знову був розкритикований, його критикували колишні гравці збірної Лізаразю і Зідан .
19 червня гравець національної команди Ніколя Анелька у відповідь на критику Доменека та погрозу залишити його на лаві запасних грубо вилаявся. У той же день Анелька, який не побажав вибачитися, був відрахований з національної команди за рішенням федерації футболу Франції . Наступного дня відбувся конфлікт між капітаном Евра, який сказав, що футболісти в цей день не будуть тренуватись, внаслідок чого тренер Дюверне кинув на тренувальне поле акредитацію на чемпіонат світу і пішов, потім поле покинули всі гравці національної команди. Після інциденту, Жан-Луї Валентин, спортивний директор збірної, ухвалив рішення покинути федерацію футболу Франції. У той же день Евра передав прес-аташе збірної лист, який належало прочитати в присутності журналістів . У листі було сказано, що гравці не згодні з рішенням про відрахування зі збірної Анелька, тому, на знак протесту, вони пропустили одне тренування .
В останньому грі Франція програла команді ПАР, після закінчення матчу Доменек відмовився потиснути руку тренеру південноафриканців Карлосу Алберто Паррейрі через те, що Паррейра розкритикував його після гри з Ірландією .
У листопаді 2010 року Доменек очолив дитячу команду клубу «Булонь-Біянкур» .
У 2016 році очолив збірну Бретані

## Статистика
| Сезон   | Сезон           | Сезон  | Чемпіонат | Чемпіонат | Кубок | Кубок | Кубок Ліги | Кубок Ліги | Єврокубки | Єврокубки | Всього | Всього |
| Роки    | Клуб            | Ліга   | Ігри      | Голи      | Ігри  | Голи  | Ігри       | Голи       | Ігри      | Голи      | Ігри   | Голи   |
| ------- | --------------- | ------ | --------- | --------- | ----- | ----- | ---------- | ---------- | --------- | --------- | ------ | ------ |
| 1970-71 | Олімпік (Ліон)  | Ліга 1 | 37        | 2         |       |       |            |            | -         | -         |        |        |
| 1971-72 | Олімпік (Ліон)  | Ліга 1 | 32        | 1         |       |       |            |            | -         | -         |        |        |
| 1972-73 | Олімпік (Ліон)  | Ліга 1 | 38        | 0         |       |       |            |            | -         | -         |        |        |
| 1973-74 | Олімпік (Ліон)  | Ліга 1 | 27        | 0         |       |       |            |            | 3         | 0         |        |        |
| 1974-75 | Олімпік (Ліон)  | Ліга 1 | 35        | 3         |       |       |            |            | 4         | 3         |        |        |
| 1975-76 | Олімпік (Ліон)  | Ліга 1 | 36        | 0         |       |       |            |            | 2         | 0         |        |        |
| 1976-77 | Олімпік (Ліон)  | Ліга 1 | 34        | 1         |       |       |            |            | -         | -         |        |        |
| 1977-78 | Олімпік (Ліон)  | Ліга 1 | 7         | 0         |       |       |            |            | -         | -         |        |        |
| 1977-78 | Страсбур        | Ліга 1 | 30        | 1         |       |       |            |            | -         | -         |        |        |
| 1978-79 | Страсбур        | Ліга 1 | 37        | 2         |       |       |            |            | 5         | 0         |        |        |
| 1979-80 | Страсбур        | Ліга 1 | 38        | 1         |       |       |            |            | 6         | 0         |        |        |
| 1980-81 | Страсбур        | Ліга 1 | 23        | 0         |       |       |            |            | -         | -         |        |        |
| 1981-82 | Парі Сен-Жермен | Ліга 1 | 19        | 1         |       |       |            |            | -         | -         |        |        |
| 1982-83 | Бордо           | Ліга 1 | 18        | 2         |       |       |            |            | 5         | 0         |        |        |
| 1983-84 | Бордо           | Ліга 1 | 22        | 1         |       |       |            |            | 2         | 0         |        |        |
| Всього  |                 |        | 433       | 15        |       |       |            |            | 27        | 3         |        |        |

## Досягнення

### Як гравець
- Володар Кубка Франції (2):

«Олімпік» (Ліон): 1972-73
«Бордо»: 1983-84
- Володар Суперкубка Франції (1):

«Олімпік» (Ліон): 1973
- Чемпіон Франції (2):

«Страсбур»: 1978-79
«Бордо»: 1983-84

### Як тренер
- Віце-чемпіон світу: 2006